# Hapsal
Hapsal (estniska: Haapsalu, "asplunden") är en stad med 11 922 invånare (2003) i Estland. Den är centralort i stadskommunen Hapsal och residensstad i landskapet Läänemaa. Hapsal är beläget vid södra stranden av Hapsalviken på Estlands västkust mot Östersjön och innanför Dagö. Staden betraktades som centrum för estlandssvenskarnas Aiboland.

## Historia
Hapsal fick sina stadsrättigheter år 1279, men stadens historia sträcker sig tillbaka till 1263, då den valdes till den katolske biskopens högsäte för Wiek och Ösel. Biskopskatedralen färdigställdes under andra hälften av 1200-talet. Här finns även en medeltida borg som numera står ruin mitt i staden. Det höga tornet är dock intakt och går att besöka. Hapsal blev 1559 dansk och från 1581 svensk och borgen är delvis byggd av svenskar. Här kan man (om man är lite vidskeplig) få se "Vita damen" ("Valge daam") visa sig i fönstret till slottskyrkan.
Från 1710 var Estland en del av Ryssland och blev 1784 kretsstad. En greve De la Gardie grundade 1825 ett gyttjebad som gjorde Hapsal känt som kurort och staden var från 1905 slutstation på järnvägen från Reval (Tallinn), därför har den lilla staden en överdimensionerad och pampig järnvägsstation. Under Estlands självständiga tid på 1930-talet var den svenska turismen riklig. Estlandssvenskarna hade 1931–1940 ett rikssvenskt gymnasium med svenska lärare i Hapsal.
Under kalla kriget hade Sovjetunionen ett stort, numera övergivet, militärt flygfält vid Hapsal. Staden var mycket förfallen då sovjetmakten återlämnade den till esterna år 1991 men har nu nästan helt restaurerats och återigen blivit den pittoreska kurort den en gång var.

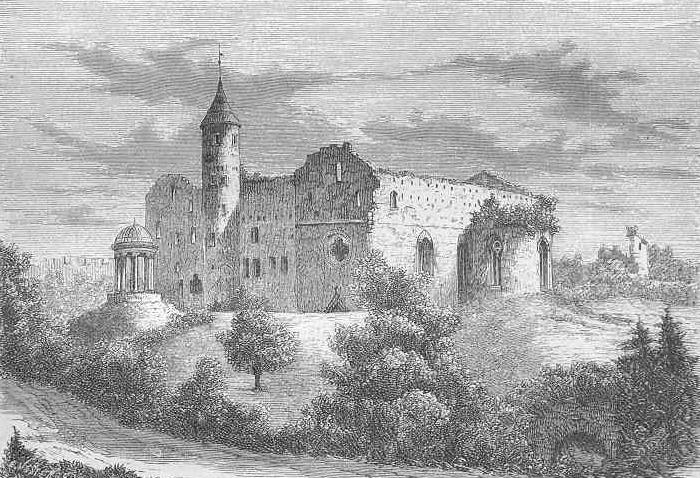
Hapsals slott i slutet av 1800-talet

## Sevärdheter
I Hapsal finns flera museer, bland andra Aibolands museum ("Öbolandets museum"), som visar hur estlandssvenskarna levde innan de flesta flydde till Sverige i slutet av andra världskriget.

## Kända personer från Hapsal
Den kända illustratören Ilon Wikland, som illustrerat många av Astrid Lindgrens böcker, bodde som barn hos sin farmor i Hapsal. Vid andra världskrigets slut såg farmodern till att hon kom som krigsflykting till Stockholm och fick då bo hos en faster. Ilon Wikland har tillsammans med Rose Lagercrantz författat ett par bilderböcker som handlar om barndomen i Estland och Hapsal.
Andra kända personer från staden är tonsättaren Adolf Vedro, konstnären Ants Laikmaa och språkvetaren Ferdinand Johann Wiedemann.

## Vänorter
Hapsal har följande vänorter:
- Betlehem, Palestinska myndigheten, sedan 2010
- Eskilstuna kommun, Sverige
- Fundão, Portugal, sedan 2004
- Greve in Chianti, Italien, sedan 2004
- Hangö, Finland, sedan 1992
- Haninge kommun, Sverige
- Ikšķile, Lettland, sedan 2014
- Lovisa, Finland, sedan 2000
- Rendsburg, Tyskland
- Uman, Ukraina, sedan 2003

## Galleri

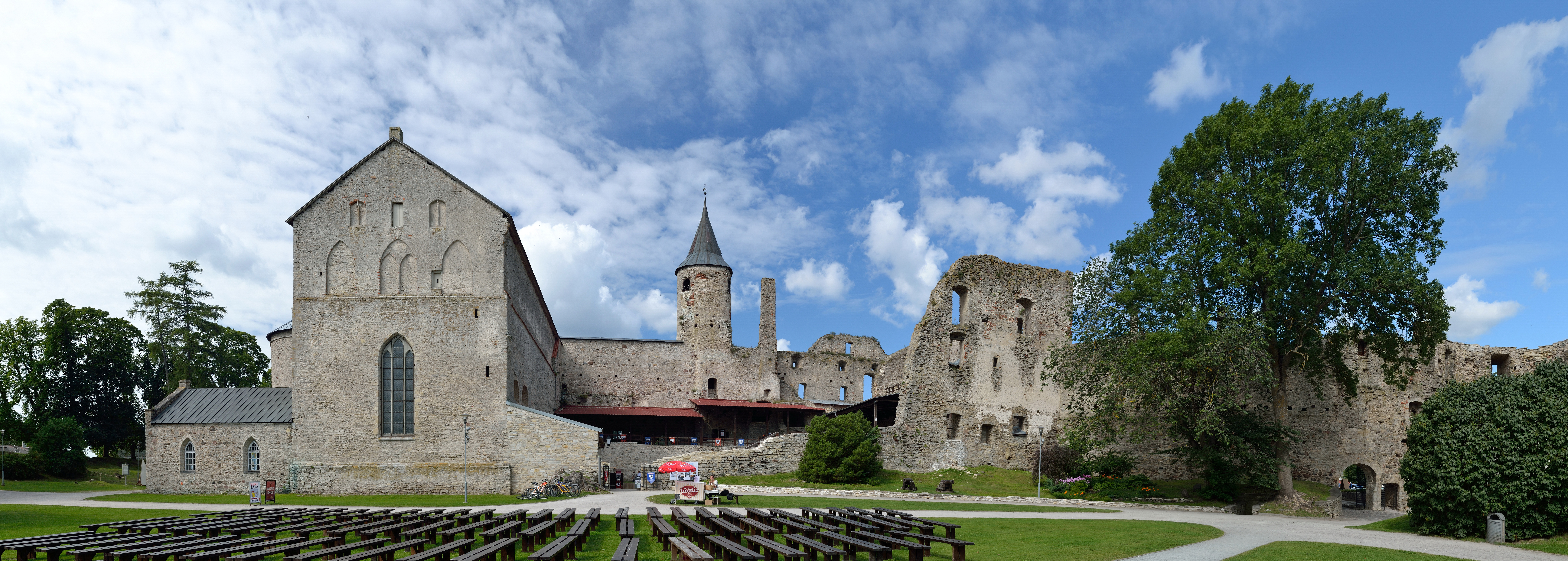
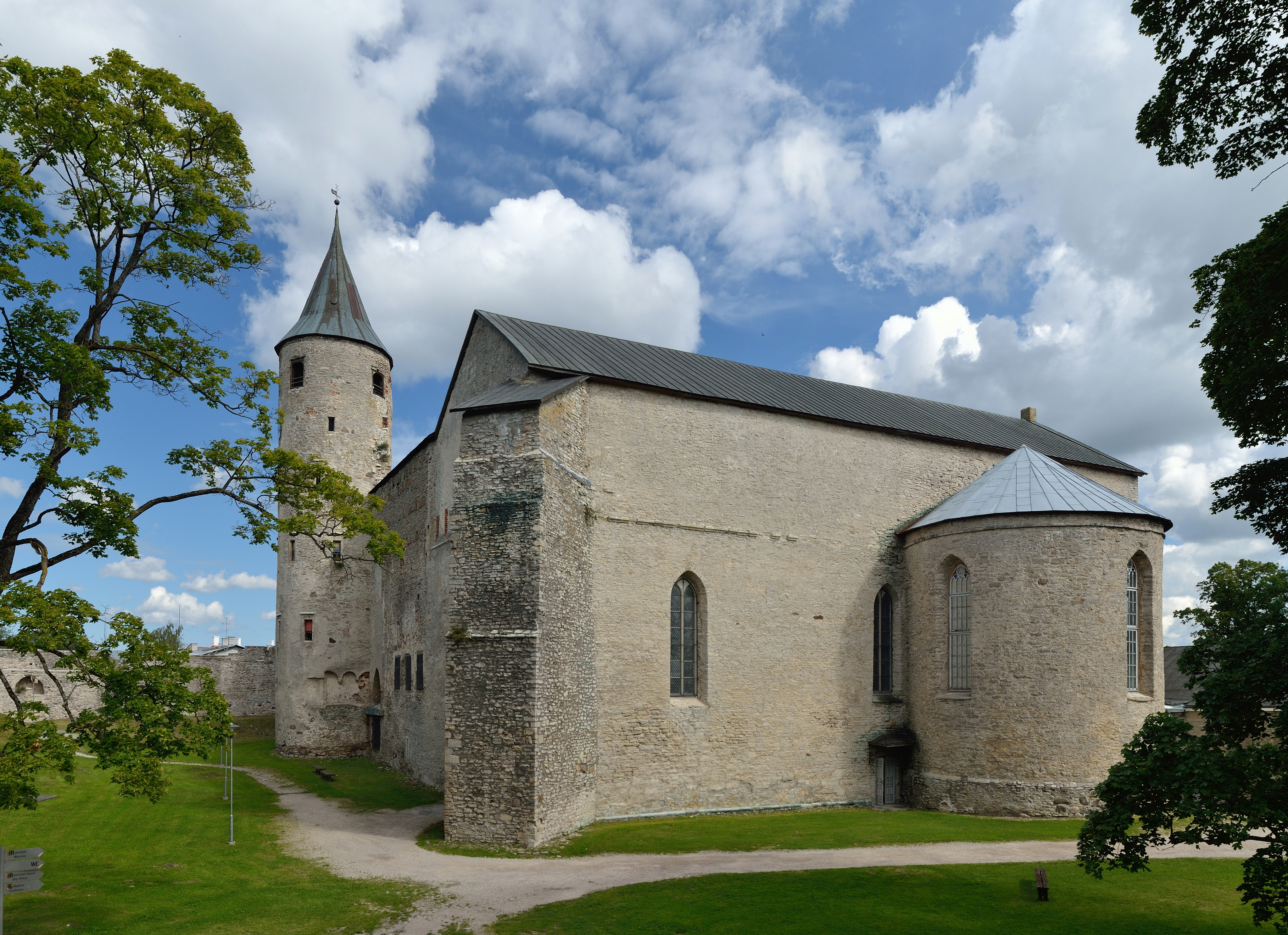
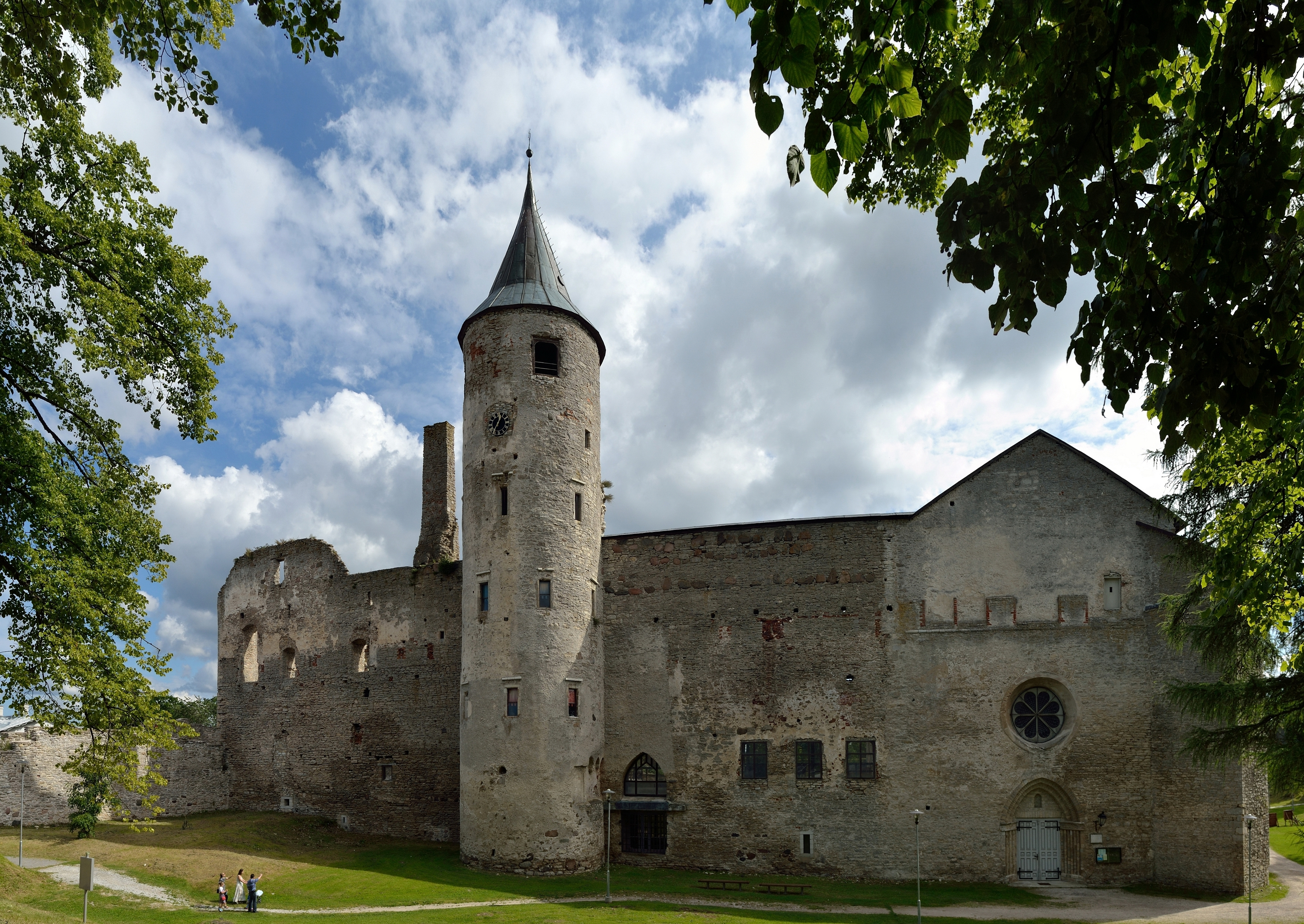
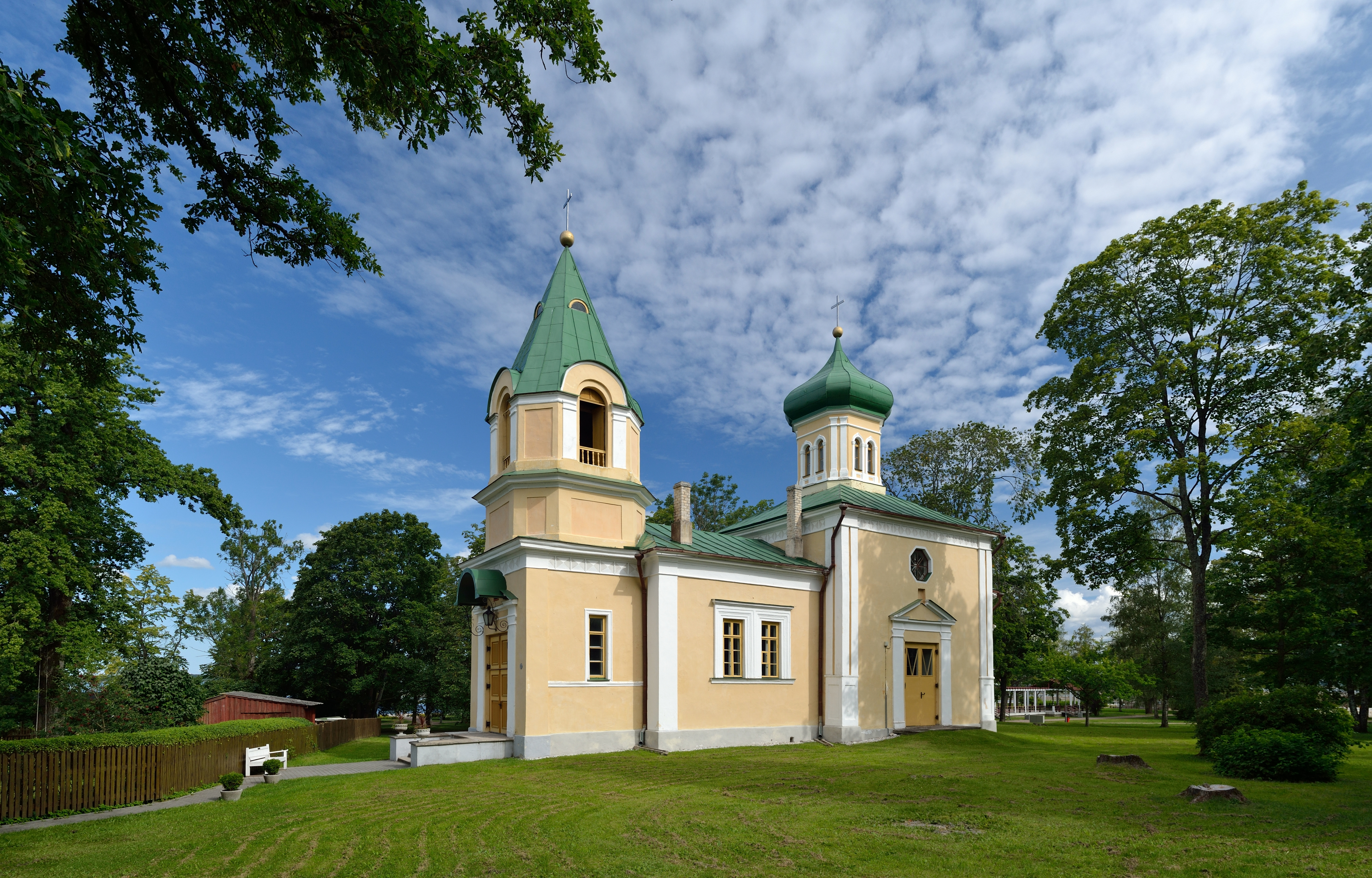
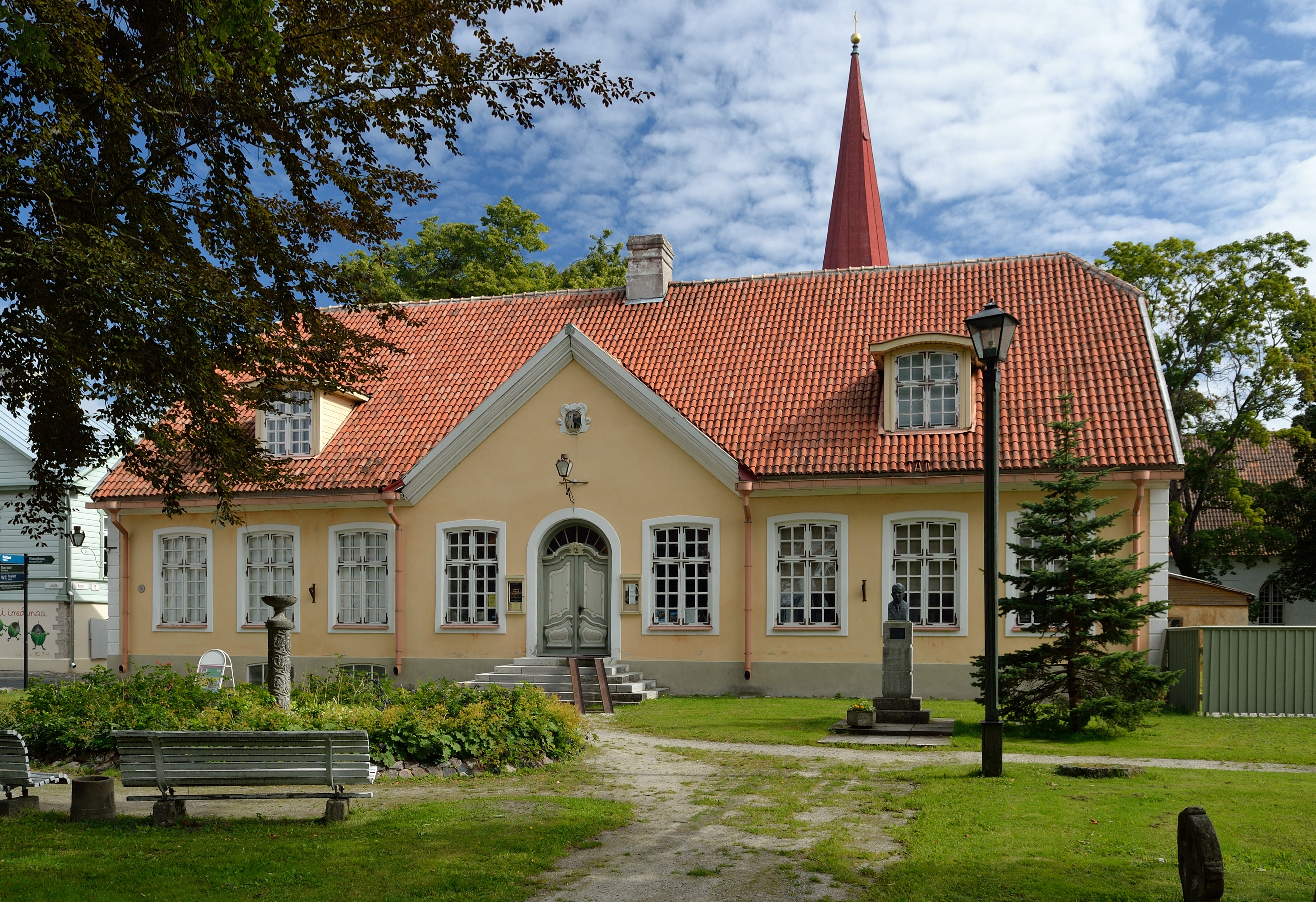
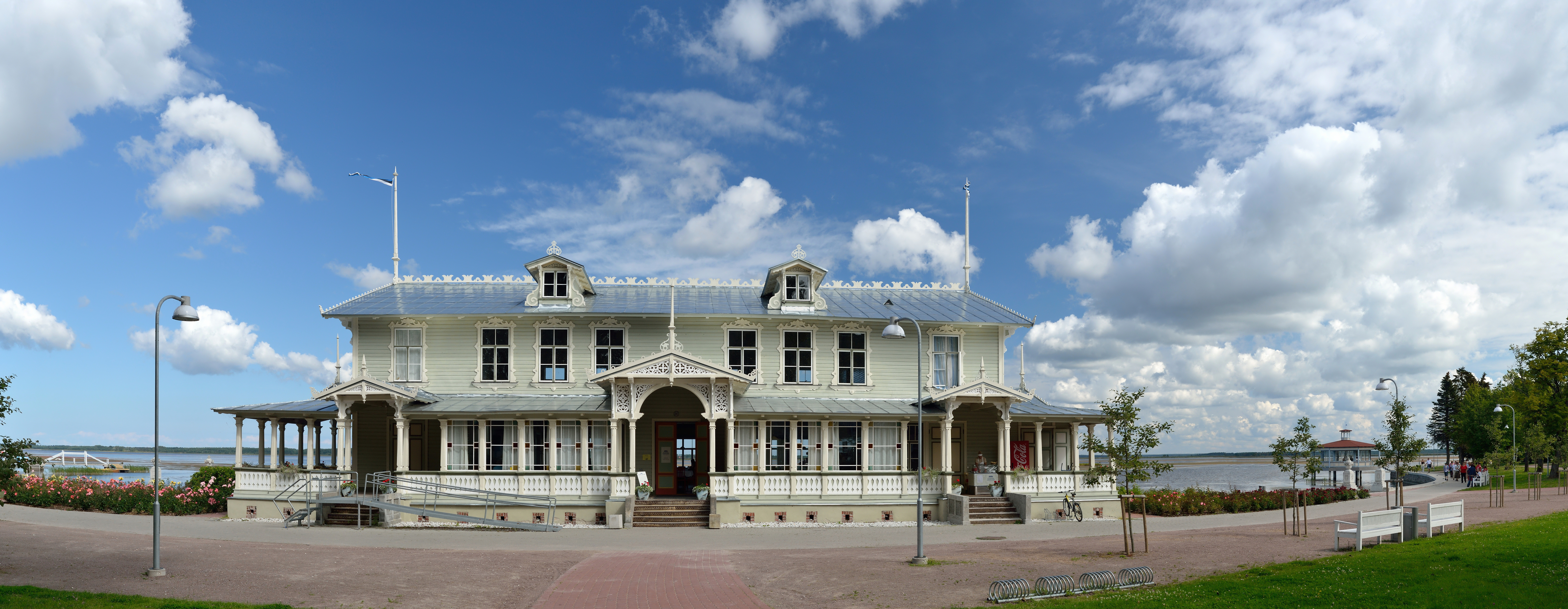
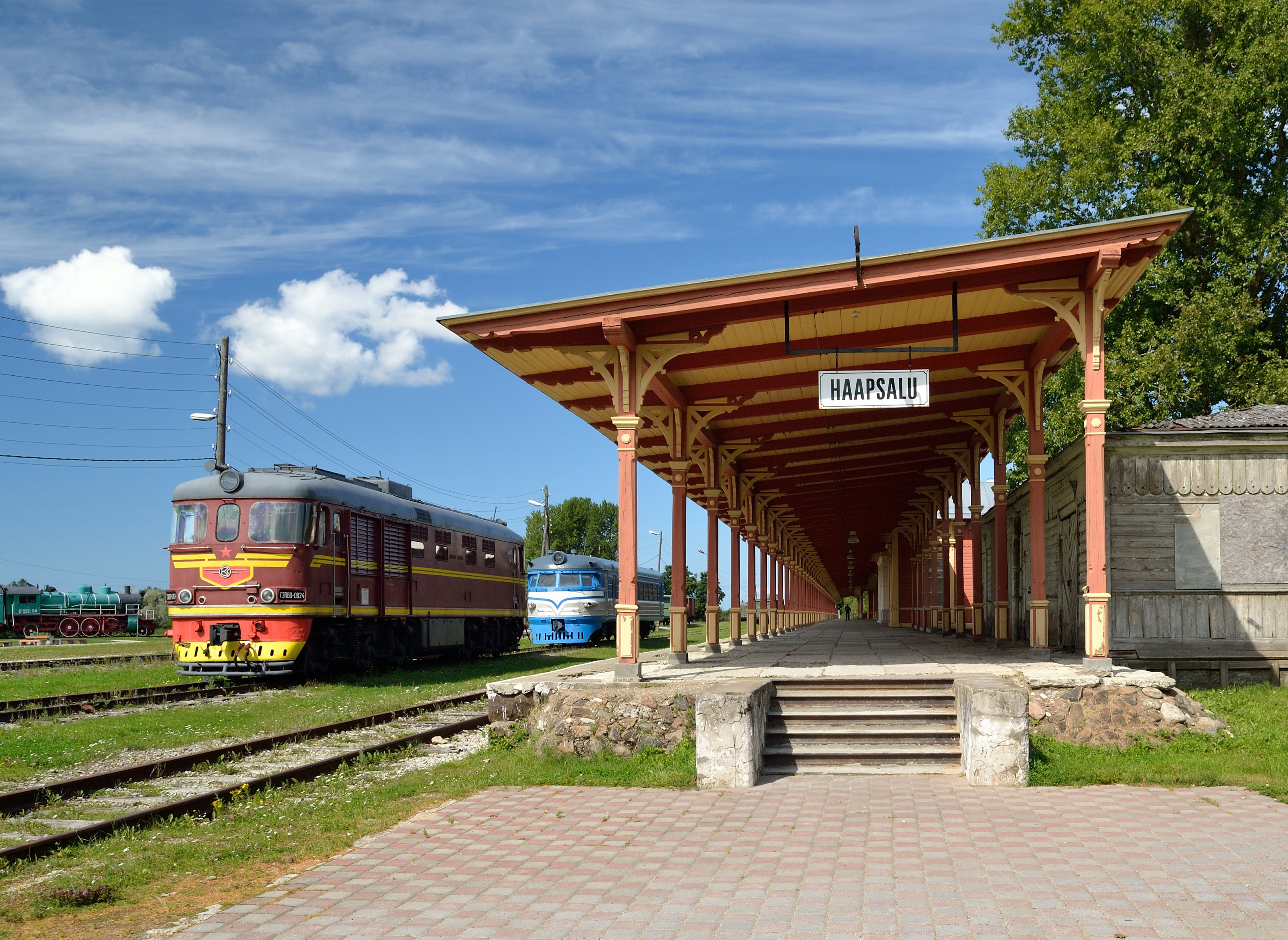
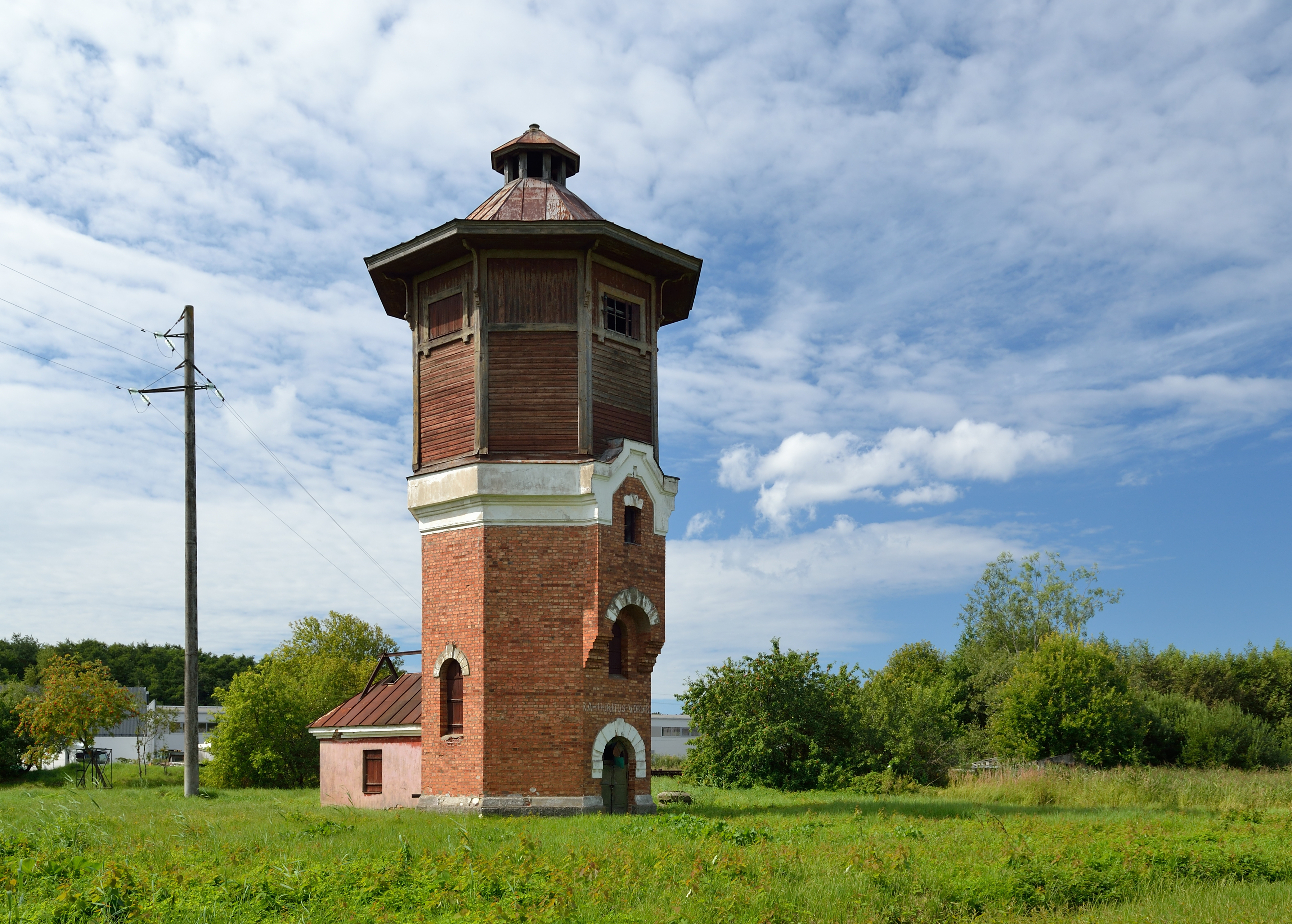
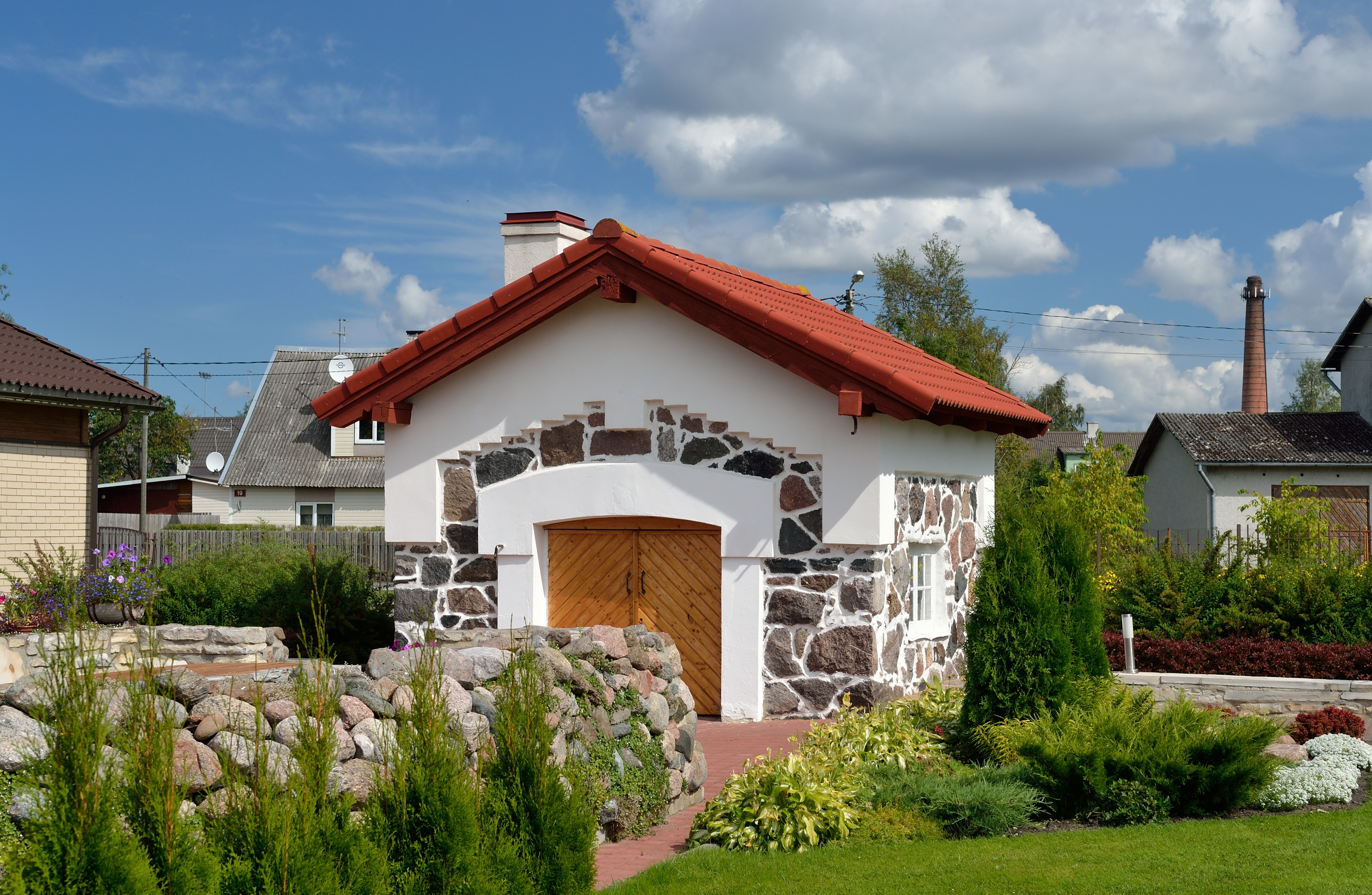
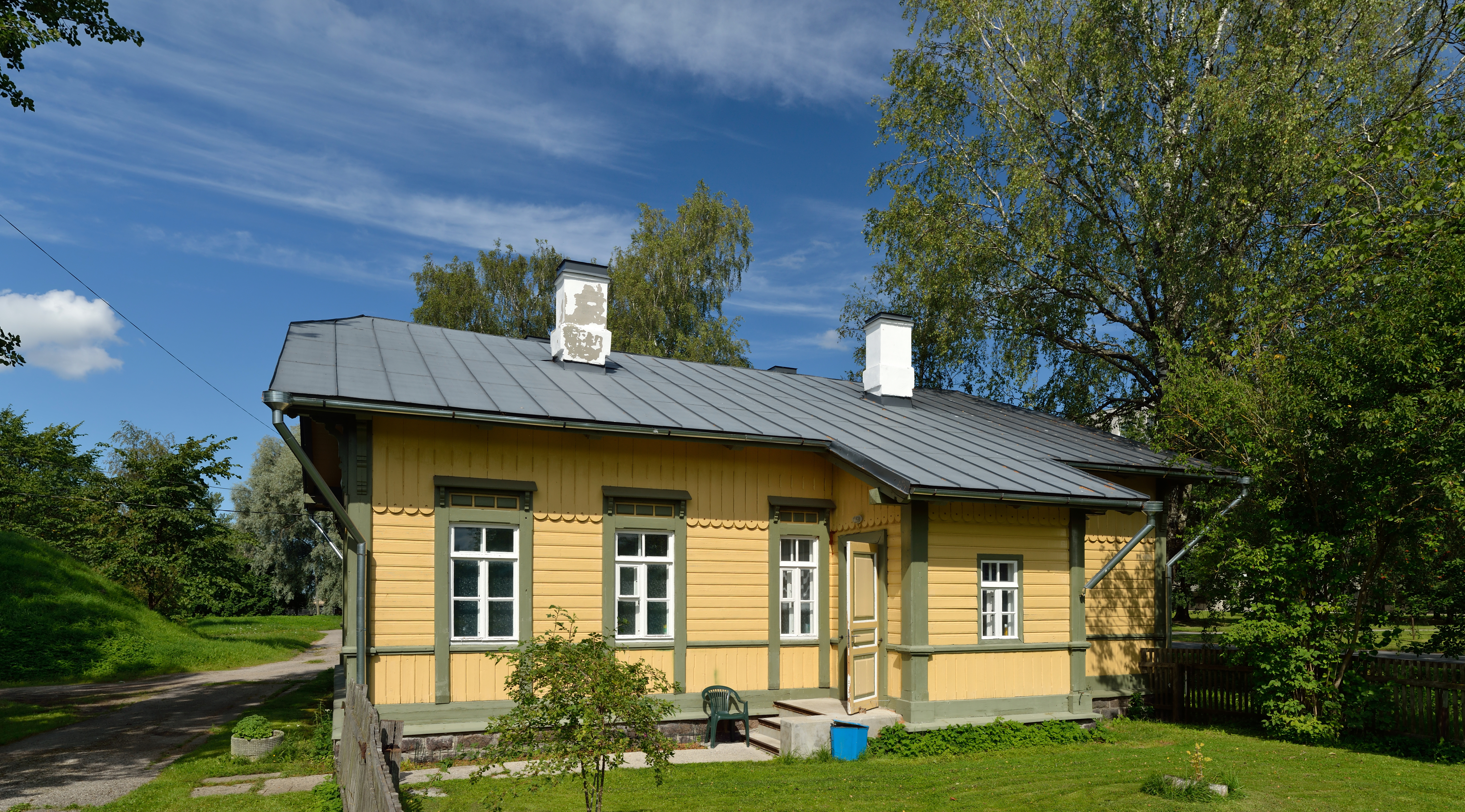
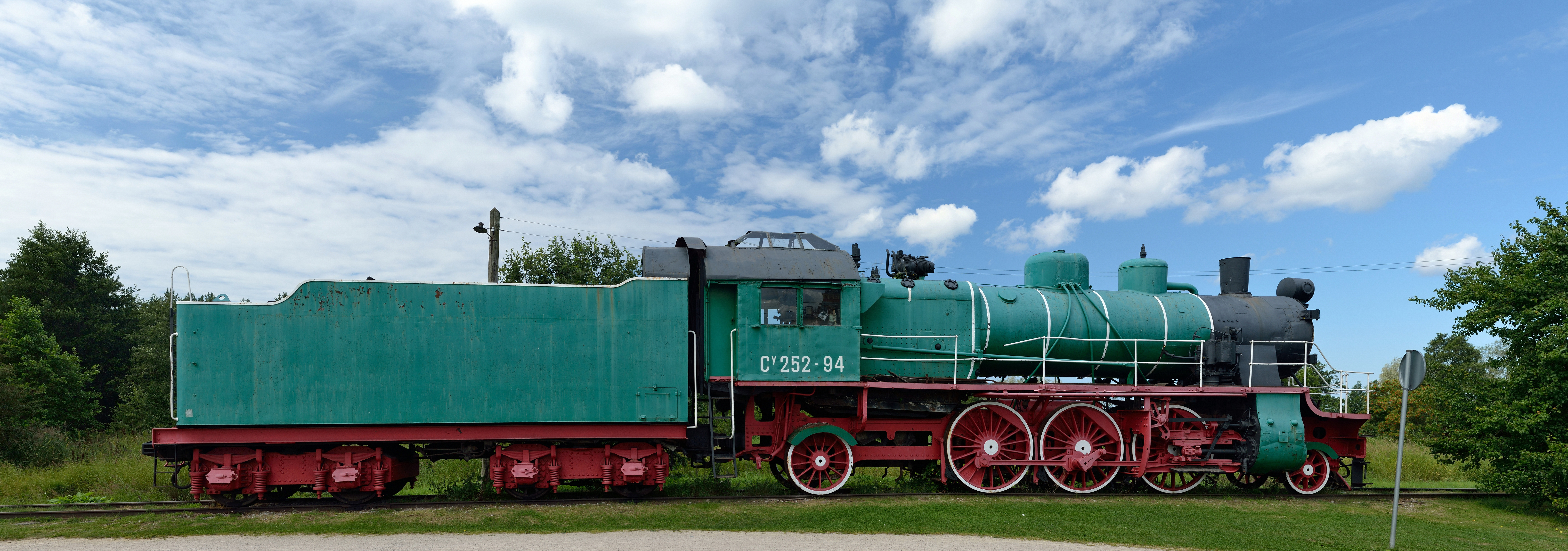